# شورای اسلامی شهر ساری
شورای اسلامی شهر ساری شورایی متشکل از ۹ عضو اصلی و ۶ عضو جانشین است که با رأی مردم شهر ساری برای تصمیم‌گیری در حوزه امور مربوط به شهرداری ساری انتخاب می‌شوند. 
اکنون ساختمان شورای شهر ساری در ضلع غربی میدان امام حسین(ع) واقع شده‌است.

## دوره ششم: ۱۴۰۰ تا اکنون[۱][۲]
| ردیف           | نام                      | تعداد رای  | سمت                                             |
| اعضای اصلی     | اعضای اصلی               | اعضای اصلی | اعضای اصلی                                      |
| -------------- | ------------------------ | ---------- | ----------------------------------------------- |
| ۷              | سید افشین راسخ           | ۶۴۲۲       | رئیس شورا                                       |
| ۹              | سید مرتضی صالحی          | ۵۹۹۴       | نایب رئیس شورا                                  |
| ۶              | سید ذوالفقار شریفی ایزدی | ۶۹۵۴       | دبیر اول                                        |
| ۵              | سید رحمان میرشجاعی       | ۶۷۱۸       | دبیر دوم، رئیس کمیسیون مشارکت و سرمایه گذاری    |
| ۸              | سبحان بخشی موسی کلایی    | ۷۵۲۸       | سخنگو و خزنه‌دار شورا                            |
| ۱              | پرویز شعبانی             | ۱۱۵۲۴      | عضو شورا                                        |
| ۲              | سید حسین یوسفی           | ۹۶۱۴       | عضو شورا، رئیس کمیسیون نظارت و بررسی شکایات     |
| ۳              | علی عاشقان               | ۸۲۹۱       | عضو شورا، رییس کمیسیون توسعه عمران و خدمات شهری |
| ۴              | حسین وریجی               | ۶۴۰۴       | عضو شورا، رئیس کمیسیون فرهنگی و اجتماعی         |
| اعضاء علی‌البدل |                          |            |                                                 |
| ۱              | شهرام ایرجی              | ۹۵۳۳       | علی البدل                                       |
| ۲              | محمد ساعی                | ۵۸۰۹       | علی البدل                                       |
| ۳              | سید محمد آقامیری         | ۵۶۳۹       | علی البدل                                       |
| ۴              | دوستعلی دهقان چاچکامی    | ۵۴۲۲       | علی البدل                                       |
| ۵              | سید احمد میری            | ۵۳۳۷       | علی البدل                                       |

## دوره پنجم: ۱۳۹۶ تا ۱۴۰۰[۴]
در تاریخ ۱۹ دی ماه ۱۳۹۹ شورای شهر ساری به دلیل عدم حد نساب برای تشکیل جلسات توسط شورای مرکزی حل اختلاف و رسیدگی به شکایات شوراها در وزارت کشور منحل شد و احمد حسین زادگان استاندار مازندران تا پایان این دوره به سمت قائم‌مقام شورا  منصوب گردید.
| اعضای اصلی              | اعضای اصلی | اعضای اصلی          | اعضای اصلی |
| نام                     | تعداد رای  | سمت                 | توضیحات    |
| ----------------------- | ---------- | ------------------- | ---------- |
| قاسم قاسمی              | ۴۲۷۸۰      |                     |            |
| عباس نجاریان ساروی      | ۳۴۷۶۶      |                     |            |
| سید مسعود مدینه         | ۲۸۱۸۲      | رئیس شورا ۱۳۹۸-۱۳۹۶ |            |
| فرامرز نقیبی علمداردهی  | ۲۴۰۹۰      |                     |            |
| سید علی آقامیری         | ۲۲۹۳۵      |                     |            |
| اسفندیار عشوری سوادکوهی | ۳۰۳۶۶      |                     |            |
| علیجان شمشیربند         | ۲۰۰۳۳      | رئیس شورا ۱۳۹۹-۱۳۹۸ |            |
| کوروش یوسفی             | ۱۹۹۹۰      |                     |            |
| عبدا... موحد            | ۱۹۷۰۰      | نایب رئیس شورا      |            |
| هموَندان جانشین          |            |                     |            |
| نام                     | تعداد رای  | سمت                 | توضیحات    |
| فیض‌الله نفجم            | ۱۸۹۲۹      |                     |            |
| جمال باقری نسامی        | ۱۶۵۵۱      |                     |            |
| پرویز شعبانی            | ۱۶۲۵۵      |                     |            |
| سید محمد جعفری          | ۱۵۴۷۲      |                     |            |
| سبحان بخشی موسی‌کلائی    | ۱۳۹۲۳      |                     |            |
| فرزاد گوهردهی           | ۱۳۴۸۲      |                     |            |

## دوره چهارم: ۱۳۹۲ تا ۱۳۹۶[۶]
| اعضای اصلی             | اعضای اصلی | اعضای اصلی          | اعضای اصلی                                                                  |
| نام                    | تعداد رای  | سمت                 | توضیحات                                                                     |
| ---------------------- | ---------- | ------------------- | --------------------------------------------------------------------------- |
| فرامرز نقیبی علمداردهی | ۲۲۸۴۷      |                     | کناره‌گیری برای نامزدی در انتخابات مجلس دهم - جانشین: فیض‌الله نفجم           |
| سید مسعود مدینه        | ۱۹۷۱۶      |                     |                                                                             |
| مسعود پیری توسنل       | ۱۹۰۸۹      |                     |                                                                             |
| سید محمد جعفری         | ۱۸۳۱۱      |                     |                                                                             |
| سید محمد آقامیری       | ۱۷۴۴۷      |                     | کناره‌گیری برای نامزدی در انتخابات مجلس دهم - جانشین: محمدحسن محمدی کیادهی   |
| عباس نجاریان ساروی     | ۱۷۰۲۳      |                     |                                                                             |
| میرصالح صالحی نیا      | ۱۵۰۴۴      |                     |                                                                             |
| کوروش یوسفی            | ۱۴۹۷۹      |                     | کناره‌گیری برای نامزدی در انتخابات مجلس دهم - جانشین: سید مرتضی (احمد) صالحی |
| رضا پیوندی             | ۱۴۱۵۷      |                     |                                                                             |
| پرویز شعبانی آبکسری    | ۱۳۹۳۲      |                     |                                                                             |
| علیجان شمشیربند        | ۱۳۵۳۱      | رئیس شورا ۱۳۹۶-۱۳۹۳ |                                                                             |
| جمال باقری نسامی       | ۱۲۹۱۰      | رئیس شورا ۱۳۹۳-۱۳۹۲ |                                                                             |
| سید مهدی احمدی         | ۱۲۶۲۵      |                     |                                                                             |
| هموَندان جانشین         |            |                     |                                                                             |
| نام                    | تعداد رای  | سمت                 | توضیحات                                                                     |
| فیض‌الله نفجم           | ۱۲۴۵۱      |                     |                                                                             |
| محمد حسن کیادهی        | ۱۲۲۹۶      |                     |                                                                             |
| سید مرتضی (احمد) صالحی | ۱۲۱۹۳      |                     |                                                                             |
| عسگری محمدیان          | ۱۲۰۴۶      |                     |                                                                             |
| زهرا جامی              | ۱۱۹۳۲      |                     |                                                                             |
| عبدا... موحد           | ۱۸۸۳۸      |                     |                                                                             |

## دوره سوم: ۱۳۸۵ تا ۱۳۹۲[۸]
| اعضای اصلی             | اعضای اصلی | اعضای اصلی | اعضای اصلی                                                            |
| نام                    | تعداد رای  | سمت        | توضیحات                                                               |
| ---------------------- | ---------- | ---------- | --------------------------------------------------------------------- |
| نادعلی رمضانپور        | ۲۸۹۲۸      |            | کناره‌گیری برای نامزدی در انتخابات مجلس نهم - جانشین: سید مهدی احمدی   |
| محمد دامادی            | ۲۳۲۲۴      |            | کناره‌گیری برای نامزدی در انتخابات مجلس نهم - جانشین: سید محمد آقامیری |
| میرصالح صالحی‌نیا       | ۱۷۷۱۵      |            |                                                                       |
| سید علی بهروش          | ۱۲۳۹۰      |            | درگذشت در ۳۰ مرداد ۱۳۹۱- جانشین: محدمحسین محمدی کیادهی                |
| فرامرز نقیبی علمداردهی | ۱۲۳۶۹      |            |                                                                       |
| مهدی رضایی فرح آبادی   | ۱۱۵۷۷      |            |                                                                       |
| باقری                  | ۱۱۱۸۷      |            |                                                                       |
| هموَندان جانشین         |            |            |                                                                       |
| نام                    | تعداد رای  | سمت        | توضیحات                                                               |
| سید محمد آقامیری       | ۱۱۱۱۶      |            |                                                                       |
| سید مهدی احمدی         | ۱۱۰۳۰      |            |                                                                       |
| محمدحسن محمدی کیادهی   | ۱۱۰۱۷      |            |                                                                       |

## دوره دوم: ۱۳۸۱ تا ۱۳۸۵
| اعضای اصلی           | اعضای اصلی | اعضای اصلی      | اعضای اصلی                                                                                      |
| نام                  | تعداد رای  | سمت             | توضیحات                                                                                         |
| -------------------- | ---------- | --------------- | ----------------------------------------------------------------------------------------------- |
| مصطفی شیرزاد         |            |                 |                                                                                                 |
| سید محمد آقامیری     |            |                 |                                                                                                 |
| محمدحسن محمدی کیادهی |            |                 |                                                                                                 |
| اسفندیار عشوری       |            | رئیس شورا ۸۳-۸۱ | در سال ۸۳ استعفا داد و مدیرکل راه و ترابری استان مازندران شد و میر صالح صالحی نیا جایگزین وی شد |
| محمد حسین مهرانفر    |            |                 |                                                                                                 |
| نادعلی رمضانپور      |            |                 |                                                                                                 |
| سید مهدی احمدی       |            |                 |                                                                                                 |
| هموَندان جانشین       |            |                 |                                                                                                 |
| نام                  | تعداد رای  | سمت             | توضیحات                                                                                         |
| میرصالح صالحی نیا    |            |                 |                                                                                                 |
| سید علی بهروش        |            |                 |                                                                                                 |

## دوره اول: ۱۳۷۷ تا ۱۳۸۱
| اعضای اصلی           | اعضای اصلی | اعضای اصلی     | اعضای اصلی |
| نام                  | تعداد زای  | سمت            | توضیحات    |
| -------------------- | ---------- | -------------- | ---------- |
| محمدحسن محمدی کیادهی |            | رئیس شورا      |            |
| میرصالح صالحی‌نیا     |            | نایب رئیس شورا |            |
| مريم فرزانه          |            |                |            |
| علی ایمانی           |            |                |            |
| اسفنديار عشوري       |            |                |            |
| مصطفی شیرزاد         |            |                |            |
| سید علی بهروش        |            |                |            |
| هموَندان جانشین       |            |                |            |
| نام                  | تعداد زای  | سمت            | توضیحات    |
| محمود قربانی         |            |                |            |
| علی تصفیه            |            |                |            |